# Svratecký náhon
Svratecký náhon je umělý vodní tok v Brně. Většina náhonu, vedoucího od Svratky v Pisárkách přes Staré Brno do Trnité, byla po polovině 20. století zasypána. Současný tok je tvořen úvodním fragmentem v Pisárkách, kolem řeky Svratky.

## Popis
Současný Svratecký náhon je tvořen pouze fragmentem toku, který existoval do poloviny 20. století. Tento fragment je zároveň pravděpodobně jeho novější částí z přelomu 18. a 19. století. Začíná na Kamenomlýnském jezu na Svratce, u zaniklé osady Kamenný Mlýn vzniklé kolem stejnojmenného mlýna. Zatrubněný náhon vede podél Svratky a ulice Žabovřeské, přes Pisárky kolem úpravny vody. V prostoru mimoúrovňové křižovatky Pisárecké radiály s Velkým městským okruhem se vody náhonu dostávají na povrch a tečou strouhou podél Bauerovy ulice, kolem koupaliště Riviéra až k velodromu do malé nádrže, odkud voda teče zpět do blízké Svratky.
Před polovinou 20. století náhon pokračoval kolem dnešní ulice Bauerovy a nedaleko odtud, jižně od velodromu, existoval přepad do Svratky, kam odtékala část vody náhonu. Většina však pokračovala dál, trasou původního Svrateckého náhonu, který zde až do konce 18. století začínal. Vedl na Staré Brno, ulicí Rybářskou k dnešnímu Mendlovu náměstí, na jehož současném západním okraji se nacházela městská plovárna. Tok pokračoval přes Starobrněnský mlýn uprostřed dnešního náměstí. U východního okraje náměstí, u severní části ulice Křížové a spodní části ulice Pekařské vytvořil velký meandr. Náhon poté zamířil jihovýchodně, z jihu obtekl historické budovy Fakultní nemocnice u sv. Anny, pokračoval k Hybešově ulici a dále vedl ulicí Vodní pod Petrov, kde původně stál Lamplův mlýn, na jehož místě později vznikly funkcionalistické lázně. Svratecký náhon odtud tekl východním směrem, přes dnešní severní část Uhelné ulice (za nádražím) k ulici Dornych, kolem které zamířil přibližně k dnešní křižovatce Dornychu se Zvonařkou, kde se nacházel mlýn Dornych, za kterým se vléval do někdejší Ponávky (dnes Svitavský náhon).
Svratecký náhon protékal nejen přes centrum Starého Brna, ale i dalším hustým předměstským osídlením, zejména v okolí dnešní Hybešovy ulice (ulice Vodní a Jircháře – bývalé předměstí V Jirchářích), a také u dnešní ulice Dornych, kde se nacházela předměstská čtvrť Náhon s textilními továrnami. Části města kolem toku, zejména kolem Dornychu, byly označovány jako brněnské nebo malé Benátky, neboť Svratecký náhon zde protékal mezi městskými domy a továrnami a tvořil zákoutí nikoli nepodobná italským Benátkám.

## Historie
Původní Svratecký náhon, vedoucí od dnešního velodromu v Pisárkách přes Staré Brno a kolem města do Ponávky, byl možná vedlejším ramenem Svratky, které bylo v průběhu 13. století upraveno na náhon. Ten přiváděl vodu do středověkého Brna a doplňkově i ke Starobrněnskému mlýnu, k Lamplovu mlýnu pod Petrovem a k mlýnu na Dornychu. Asi na přelomu 18. a 19. století vznikla novější část náhonu v Pisárkách, která je zachována dodnes, tedy od jezu v Kamenném Mlýně k velodromu.
V roce 1896 byl meandr náhonu ve východní části Mendlova náměstí zasypán a tok byl mezi Starobrněnským mlýnem a nemocnicí u sv. Anny napřímen a zatrubněn. Úsek náhonu od svatoanenského areálu přes Vodní ulici po Nové sady byl zatrubněn během druhé světové války, před rokem 1943. Zbylá část za Novými sady až po soutok s Ponávkou zanikla někdy po druhé světové válce, zřejmě v 50. letech. (Koryto náhonu v prostoru bývalé továrny Vlněna na Dornychu bylo odkryto při archeologickém výzkumu v letech 2016–2017, kdy došlo ke zboření areálu kvůli stavbě nových administrativních budov.) Na počátku 60. let 20. století proběhla asanace Starého Brna, při které byl zasypán Svratecký náhon od velodromu podél Rybářské ulice na Mendlovo náměstí. Zůstala tak existovat pouze strouha v Pisárkách tvořená novější částí náhonu.
S existencí Svrateckého náhonu úzce souvisí dvoje lázně. Ve druhé polovině 19. století byla na dnešním západním okraji Mendlova náměstí vybudována městská plovárna, která užívala vodu z náhonu. V letech 1927 bylo toto otevřené koupaliště funkcionalisticky přestavěno Bohuslavem Fuchsem. Říční lázně zanikly v 60. letech 20. století při asanaci Starého Brna a zasypání náhonu.
Počátkem 20. století vznikly v sousedství Lamplova mlýna pod Petrovem lidové sprchové lázně. Jejich budova byla v letech 1927–1928 přestavěna Bohuslavem Fuchsem na městské vanové lázně v Kopečné ulici.

## Galerie

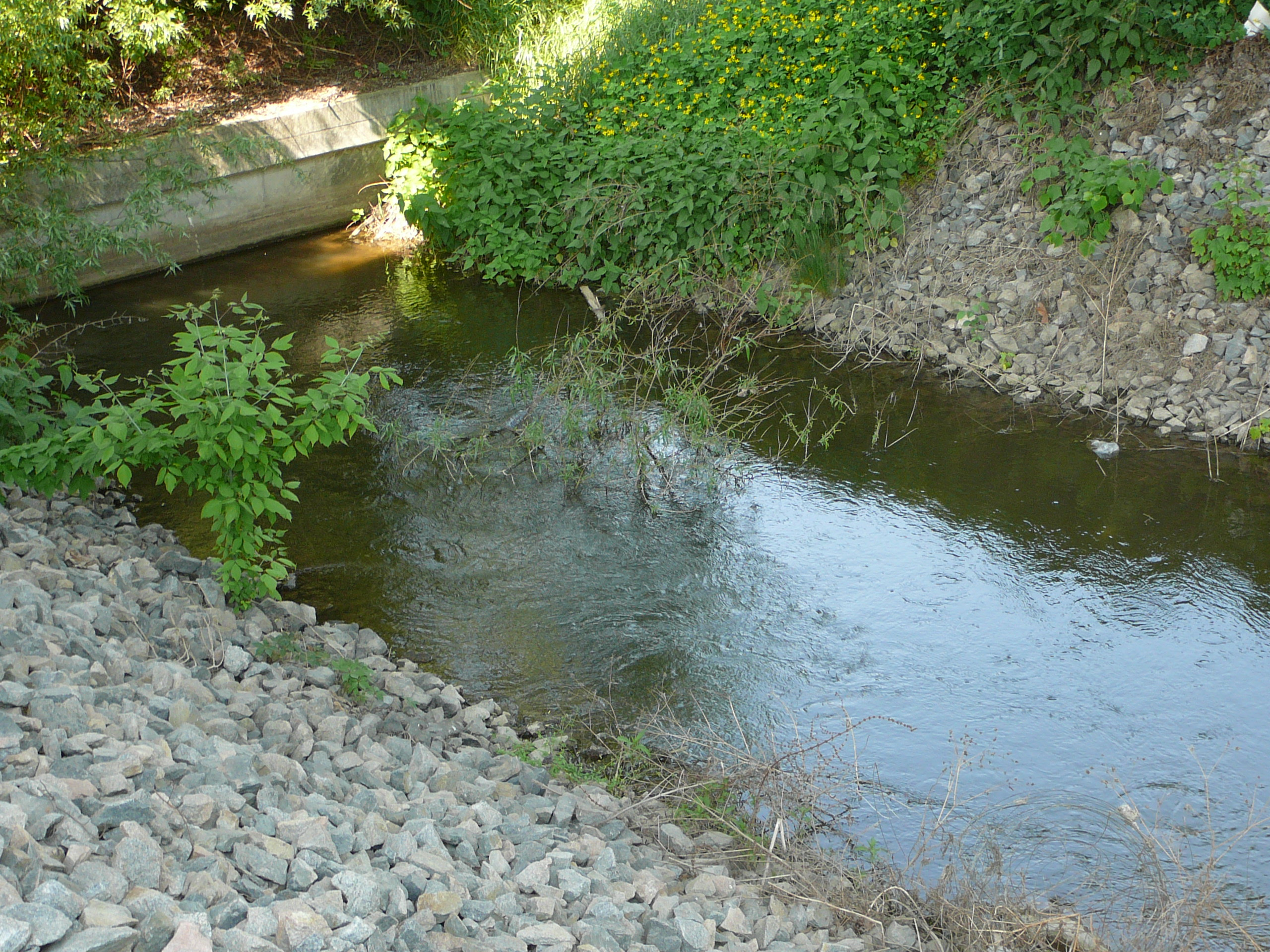
Tok současného Svrateckého náhonu u Bauerovy ulice
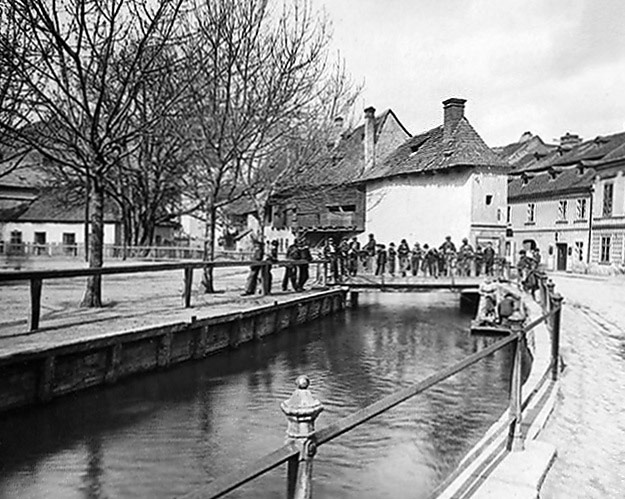
Svratecký náhon ve východní části Mendlova náměstí (1896)
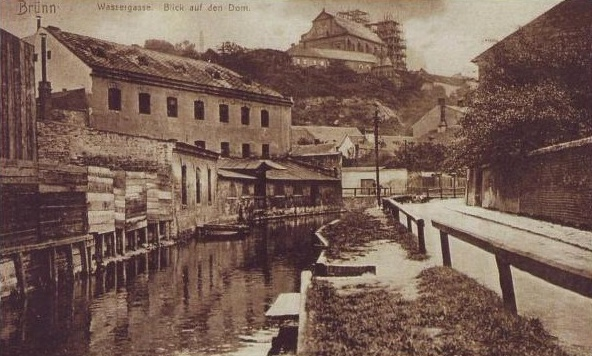
Ulice Vodní se Svrateckým náhonem v roce 1905
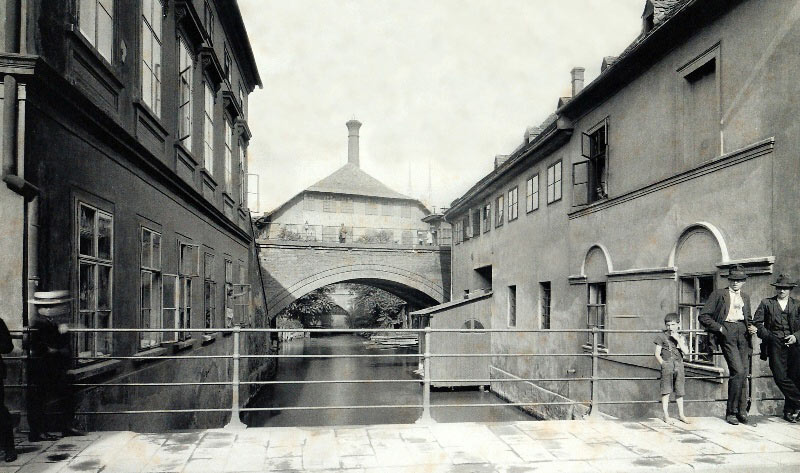
Brněnské Benátky – Svratecký náhon v roce 1906, pohled z dnešní ulice Dornych západním směrem